# Nikon Z7
La Nikon Z7 è una fotocamera mirrorless EVIL prodotta dalla Nikon Corporation, in commercio dal 2018.
Ha un sensore in formato Nikon FX da 45,7 milioni di pixel.

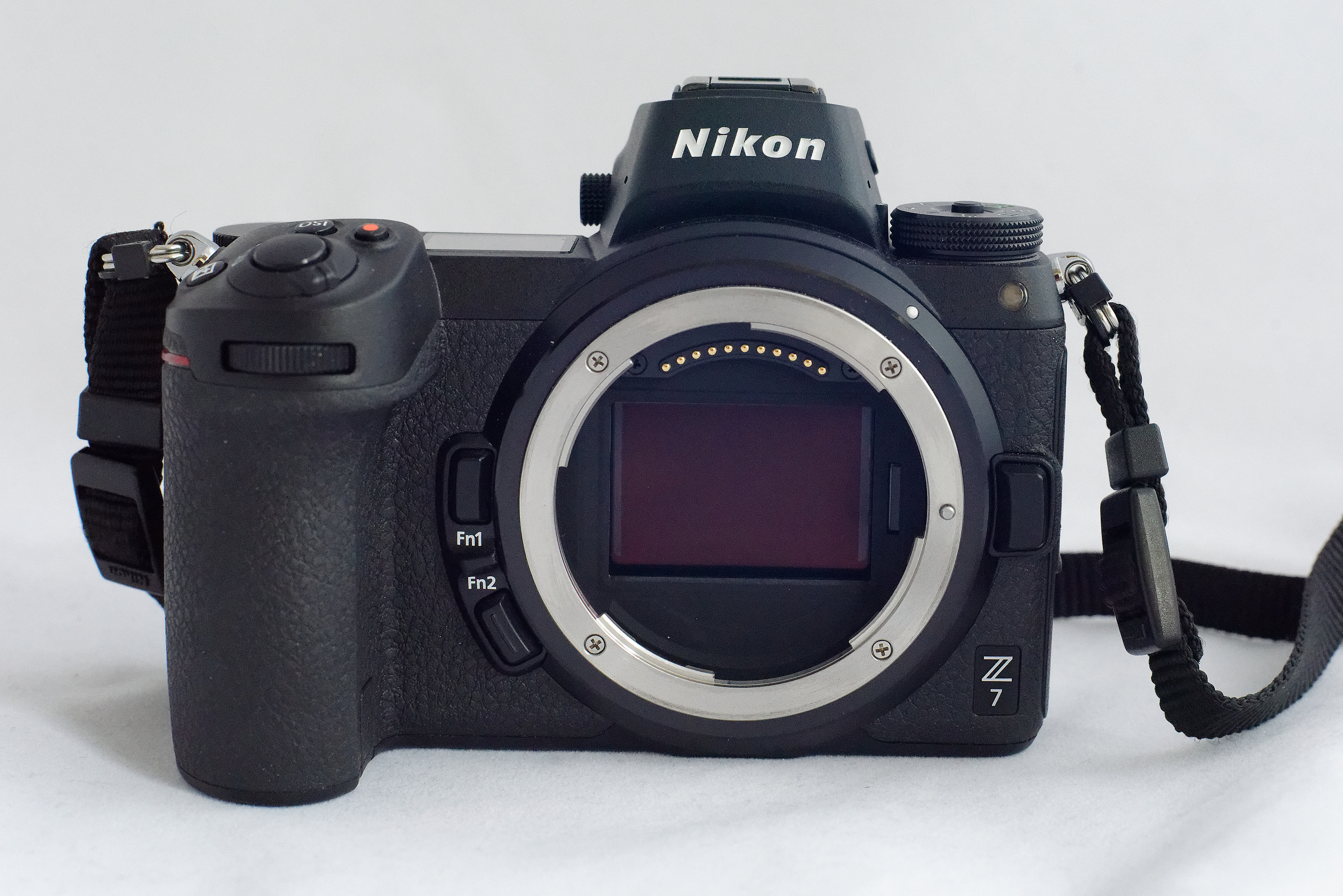

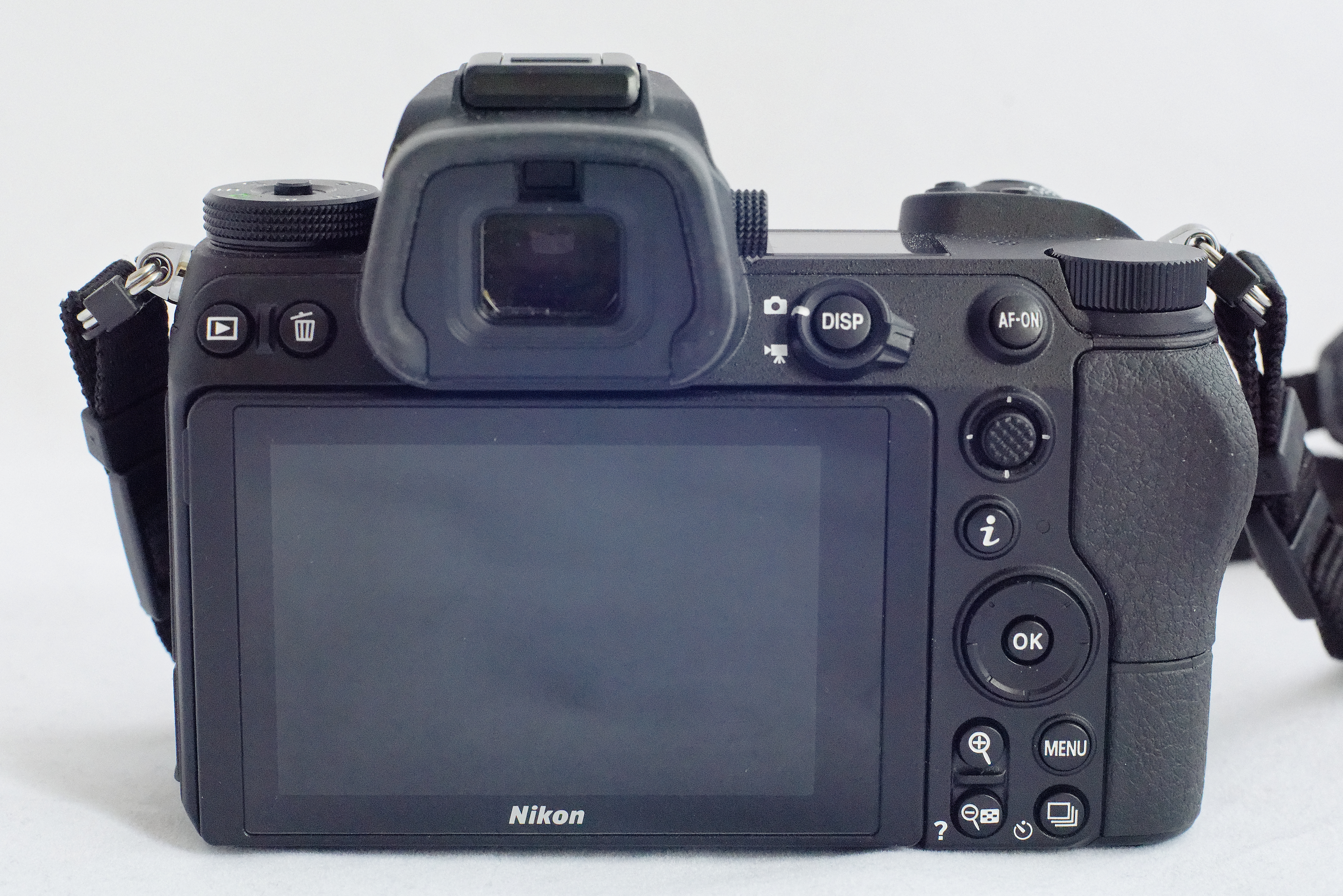
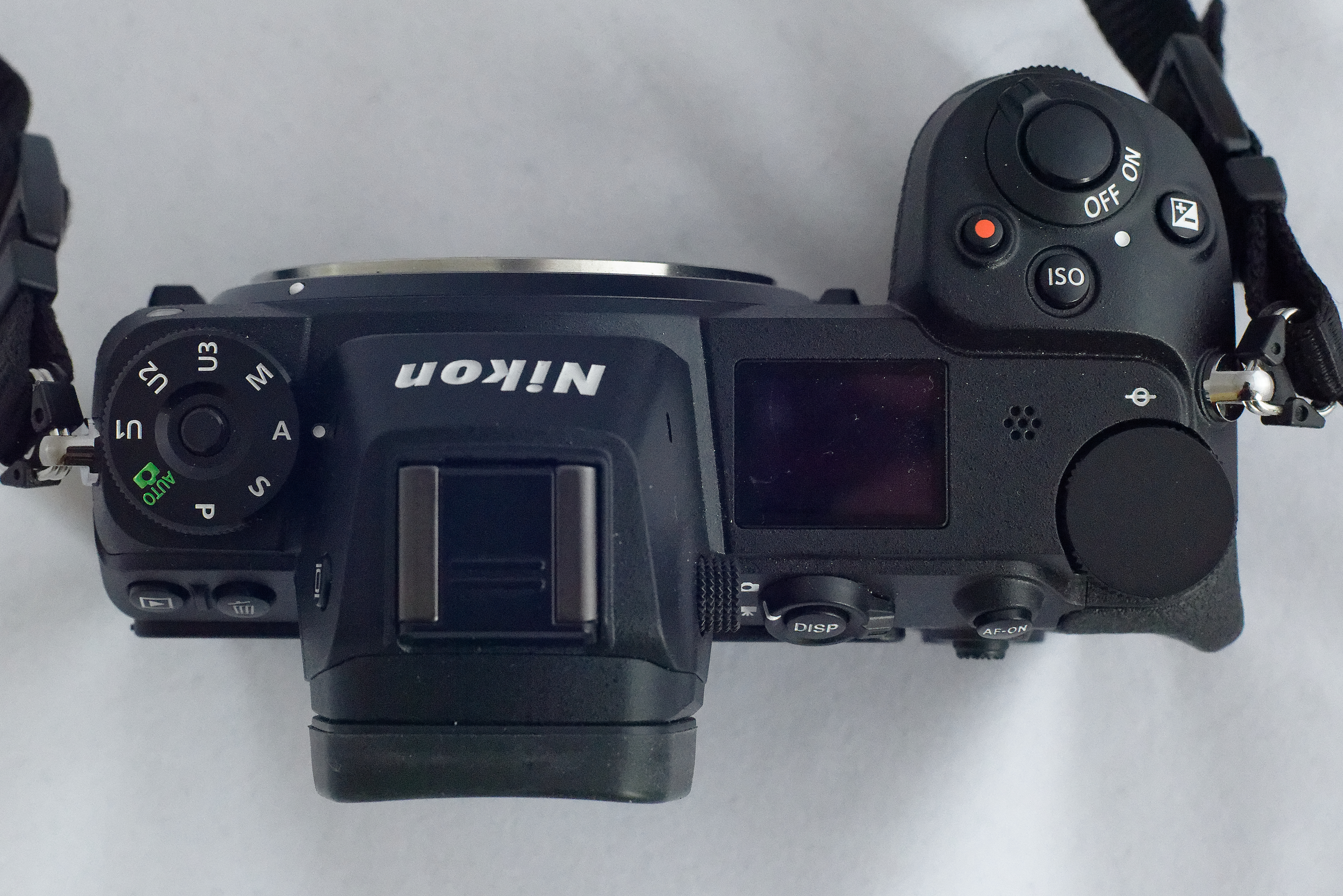
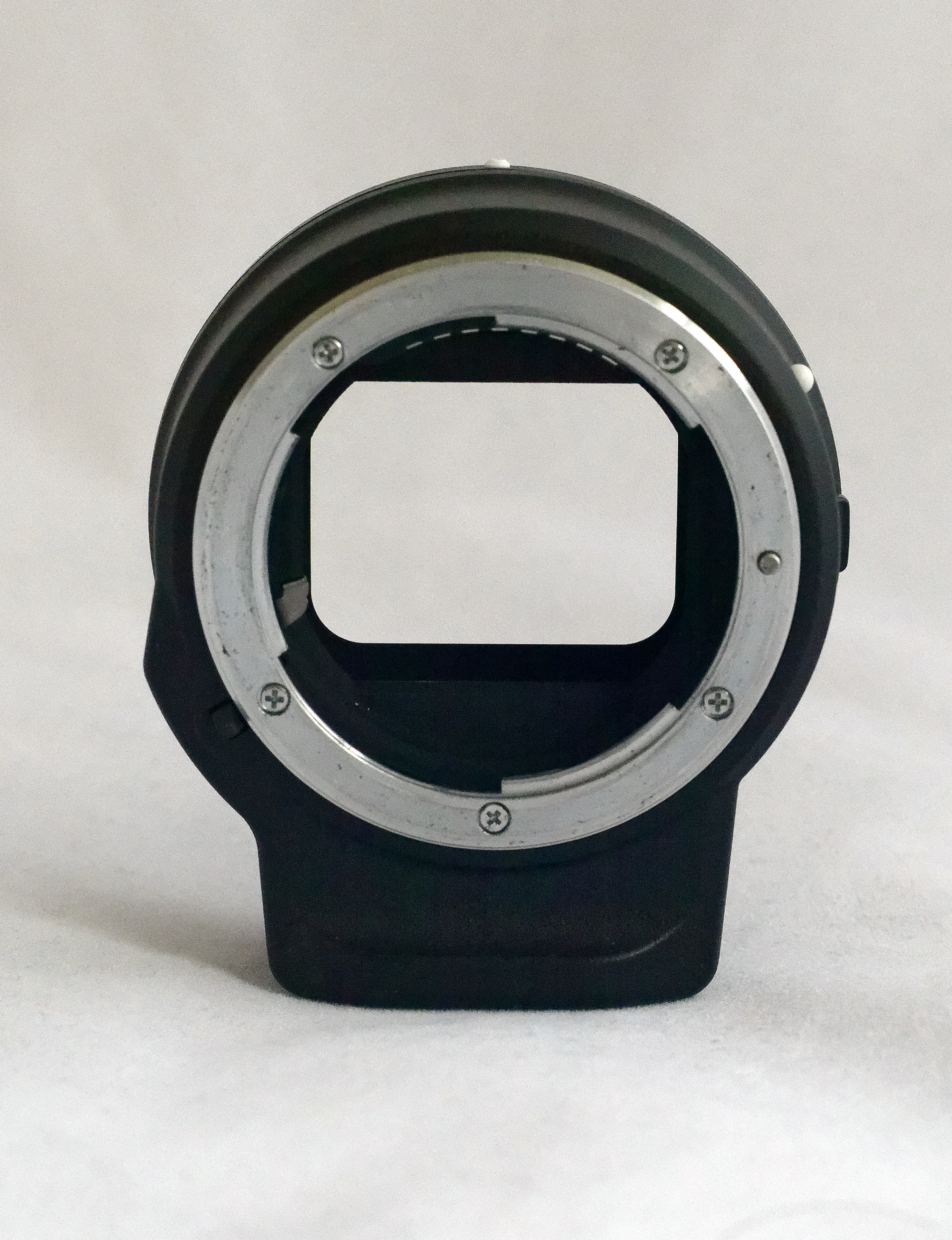
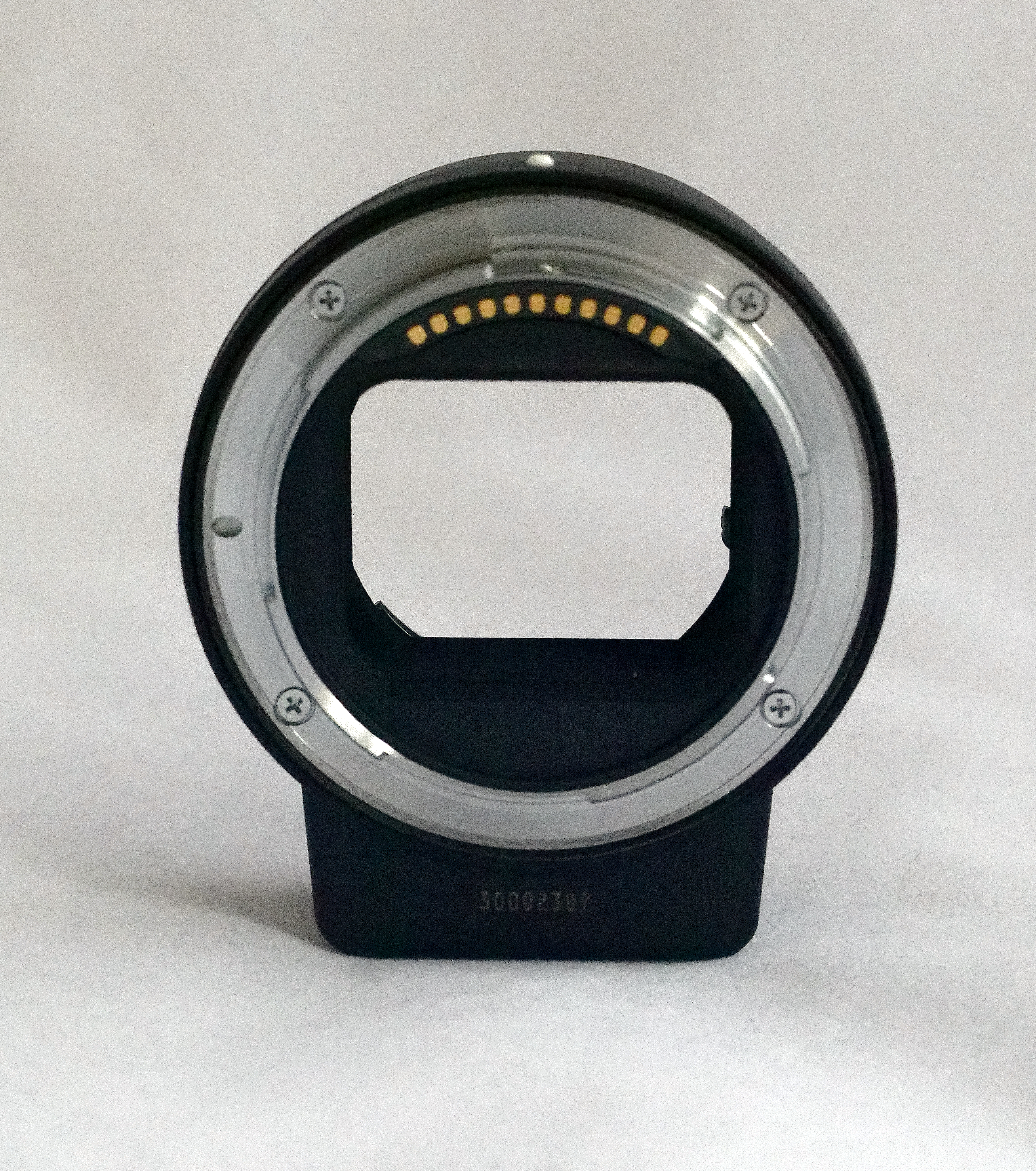
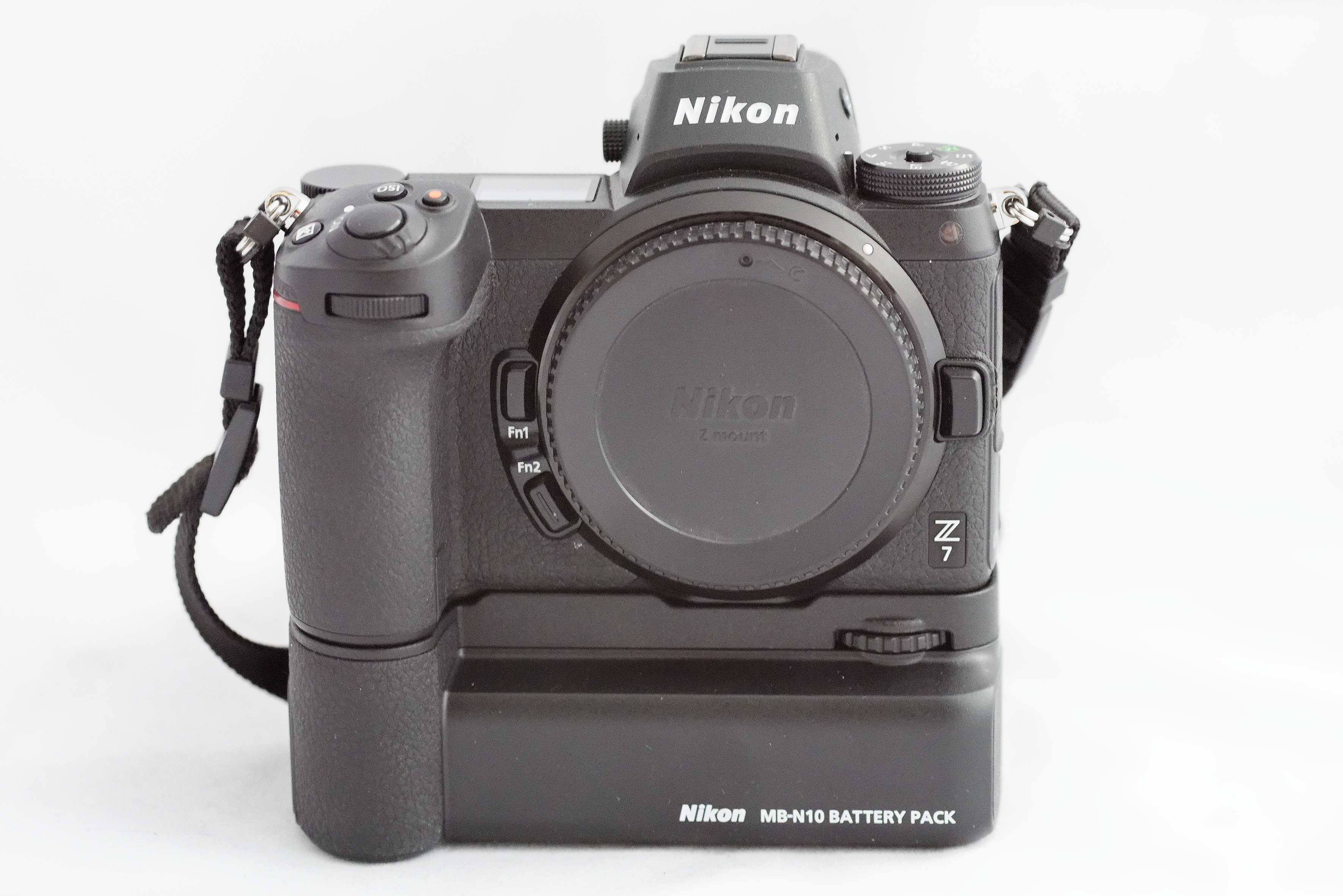
Akkupack MB-N10
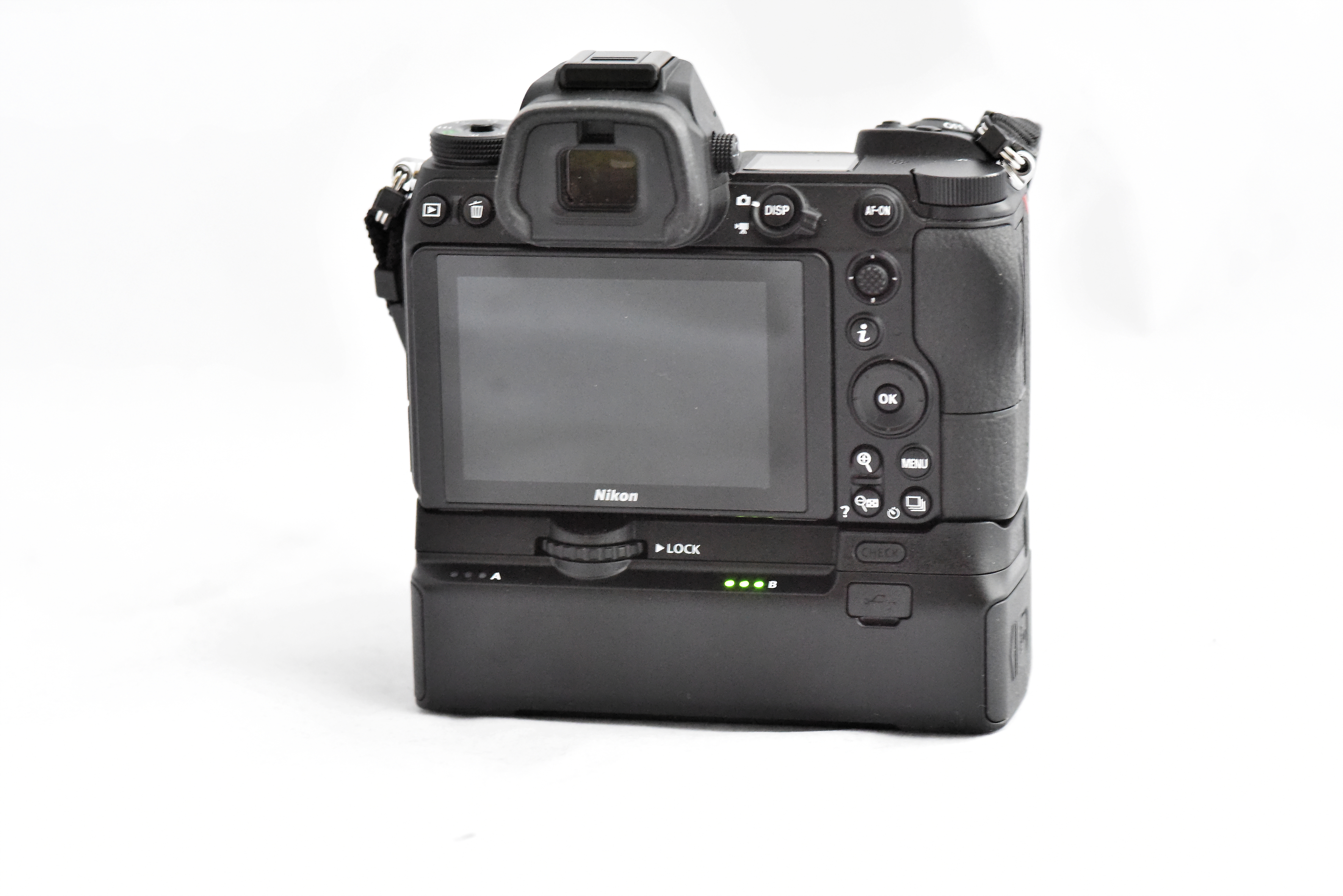
Akkupack MB-N10